# Ардура, Бернар
Бернар Ардура (фр. Bernard Ardura; род. 1 сентября 1948, Бордо, Франция) — французский римско-католический священник, ватиканский и куриальный сановник, премонстрант. Секретарь Папского Совета по Культуре с 22 апреля 1997 по 3 декабря 2009. Председатель Папского Комитета по историческим наукам с 3 декабря 2009 по 14 сентября 2023. Богослов и историк религии.

## Биография
Бернар Ардура, член ордена премонстратов, имеет звание доктора теологии и истории религии. Рукоположён 16 декабря 1972 года, он с 1989 года привлекается к работе Папского Совета по Культуре и в 1992 году назначается заместителем секретаря, а с 22 апреля 1997 года — секретарём. С 1988 года Ардура становится консультантом при Конгрегации по Канонизации Святых.
В своё время он ходатайствовал о канонизации Робера Шумана (французского государственного деятеля, активного участника антифашистского сопротивления, одного из «отцов» Евросоюза) и Клэр де Кастельбажак (французской художницы-реставратора, которая всю свою короткую жизнь — она умерла в 21 год — страдала от тяжелых болезней и очень много молилась).